# مصطفى الشيخ
العميد الركن مصطفى أحمد الشيخ (2 يونيو 1957 - ) هو رئيس المجلس العسكري للجيش السوري الحر، رئيس فرع الكيمياء وضابط أمن المنطقة الشمالية في سوريا سابقا، صاحب الرتبة العسكرية الأعلى الذي أعلن انشقاقه عن الجيش السوري، منذ بدء الحرب الأهلية السورية.
ينحدر من قرية أطمه (محافظة إدلب)، وأعلن انشقاقه رسميا في السادس أو السابع من شهر يناير 2012 (انشق فعليا في 16 ديسمبر 2011) مع أحد أبنائه الأربعة وهو ضابط برتبة ملازم أول، إضافة إلى عدد من أفراد أسرته، منهم شقيقه الذي يشغل منصب أمين فرع حزب البعث العربي الاشتراكي في محافظة إدلب. درس الشيخ في الكلية الحربية، وتخرج فيها في عام 1979 برتبة ملازم، اختصاص كيمياء. وتابع دورات عسكرية عدة، وخدم في القوى البرية، وجاء إلى لبنان في إطار قوات الردع العربية، وشغل بين عامي 1984 و2005 منصب ضابط أمن مركز الدراسات والبحوث العلمية، قبل أن ينقل إلى منصبه الأخير قبل انشقاقه في قيادة المنطقة الشمالية بصفة رئيس فرع الكيمياء وضابط أمن المنطقة الشمالية.